# Neocalosoter lessingi
Neocalosoter lessingi är en stekelart som först beskrevs av Girault 1924.  Neocalosoter lessingi ingår i släktet Neocalosoter och familjen puppglanssteklar. Inga underarter finns listade i Catalogue of Life.